# Lüneburger SK Hansa
Lüneburger SK Hansa (celým názvem: Lüneburger Sport-Klub Hansa von 2008 e. V.) je německý fotbalový klub, který sídlí v Lüneburgu, jenž leží ve spolkové zemi Dolní Sasko. Založen byl 1. března 2008 po fúzi fotbalového oddílu Lüneburgeru SV a fotbalového klubu Lüneburger SK. Svůj současný název nese od roku 2011. Od sezóny 2014/15 působí v Regionallize Nord, čtvrté německé nejvyšší fotbalové soutěži. Klubové barvy jsou černá a bílá.
Své domácí zápasy odehrává na Sportanlage Sülzwiesen s kapacitou 4 000 diváků.

## Historické názvy
Zdroj: 
- 2008 – fúze klubů Lüneburger SK a Lüneburger SV
- 2008 – FC Hansa Lüneburg (Fußballclub Hansa Lüneburg von 2008 e. V.)
- 2011 – Lüneburger SK Hansa (Lüneburger Sport-Klub Hansa von 2008 e. V.)

## Umístění v jednotlivých sezonách
Stručný přehled
Zdroj: 
- 2008–2010: Fußball-Oberliga Niedersachsen Ost
- 2010–2014: Fußball-Oberliga Niedersachsen
- 2014– : Fußball-Regionalliga Nord

Jednotlivé ročníky
Zdroj: 
Legenda: Z – zápasy, V – výhry, R – remízy, P – porážky, VG – vstřelené góly, OG – obdržené góly, +/- – rozdíl skóre, B – body, červené podbarvení – sestup, zelené podbarvení – postup, fialové podbarvení – reorganizace, změna skupiny či soutěže
| Německo (2008 – ) |                                    |        |    |    |    |    |    |    |     |    |        |
| Sezóny            | Liga                               | Úroveň | Z  | V  | R  | P  | VG | OG | +/− | B  | Pozice |
| 2008/09           | Fußball-Oberliga Niedersachsen Ost | 5      | 34 | 20 | 5  | 9  | 83 | 48 | +35 | 65 | 4.     |
| 2009/10           | Fußball-Oberliga Niedersachsen Ost | 5      | 32 | 15 | 7  | 10 | 53 | 49 | +4  | 52 | 7.     |
| 2010/11           | Fußball-Oberliga Niedersachsen     | 5      | 38 | 12 | 13 | 13 | 62 | 57 | +5  | 49 | 13.    |
| 2011/12           | Fußball-Oberliga Niedersachsen     | 5      | 30 | 11 | 5  | 14 | 53 | 59 | -6  | 38 | 11.    |
| 2012/13           | Fußball-Oberliga Niedersachsen     | 5      | 30 | 17 | 6  | 7  | 74 | 48 | +26 | 57 | 3.     |
| 2013/14           | Fußball-Oberliga Niedersachsen     | 5      | 30 | 20 | 6  | 4  | 77 | 35 | +42 | 66 | 1.     |
| 2014/15           | Fußball-Regionalliga Nord          | 4      | 34 | 11 | 10 | 13 | 41 | 55 | -14 | 43 | 12.    |
| 2015/16           | Fußball-Regionalliga Nord          | 4      | 34 | 10 | 11 | 13 | 49 | 51 | -2  | 41 | 13.    |
| 2016/17           | Fußball-Regionalliga Nord          | 4      | 34 | 11 | 9  | 14 | 30 | 35 | -5  | 42 | 13.    |
| 2017/18           | Fußball-Regionalliga Nord          | 4      | 34 | 12 | 9  | 13 | 41 | 47 | -6  | 45 | 10.    |
| 2018/19           | Fußball-Regionalliga Nord          | 4      | 34 |    |    |    |    |    |     |    |        |